# Thug Cry
Thug Cry è un singolo del rapper statunitense Rick Ross, pubblicato nel 2014 ed estratto dall'album Mastermind.
La canzone vede la partecipazione del rapper Lil Wayne.

## Video musicale
Il video musicale vede la partecipazione di Wood Harris.

## Tracce
- Download digitale

1. Thug Cry (featuring Lil Wayne) - 4:24